# أوفه كريستنسن
أوفه كريستنسن (بالدنماركية: Ove Christensen)‏ هو مدرب كرة قدم ولاعب كرة قدم دنماركي، ولد في 26 مارس 1950 في الدنمارك في مملكة الدنمارك.